# Javier Gómez Díaz
Javier Gómez Díaz (Gijón, Asturias) es un entrenador de fútbol de España. Ha entrenado al U. P. Langreo procedente del Club Siero. También ha entrenado al Candás y a varios otros equipos:
Temporada 99/00. Entrenador Fútbol Base CODEMA CD de Gijón
Temporadas 00/01 a 04/05 Entrenador de Fútbol Base Real Sporting de Gijón
Temporadas 06/07 a 07/08 Entrenador Club Siero (3ª división y semifinalista Copa Federación)
Temporadas 08/09 a 09/10 Entrenador  Unión Popular de Langreo (3ª División y campeón Copa Federación)
Temporada 10/11 Entrenador Llanes (3ª División)
Temporadas 11/12 a 12/13 Entrenador Candás (3ª División)
Experto en Gestión Deportiva, planificación y control. Dirección de Campus Deportivos y Escuelas de Fútbol. Asesoramiento y Organización de Centros de Tecnificación en Fútbol. 
Desde 2012 dirige la sede de Asturias de la Escuela Europea de Negocios, una de las Escuelas de Negocios más importantes de España, además de colaborar como consultor en estrategia de negocio.
En julio de 2014 comienza a colaborar con el grupo empresarial GOLPLUS en innovación de modelos de negocio y gestionando la estrategia del Real Avilés CF conjuntamente con Javier Prieto Martínez, consultor en Marketing, RRHH y Tecnología.

## Trayectoria
Dos temporadas en el Siero y otras dos en el Langreo han dado un poso de experiencia en la tercera división a Javi Gómez, que ha dejado por segunda vez consecutiva a su equipo a las puertas de una promoción a la Segunda división B.
Javier Gómez en 2010 se va del Unión Popular de Langreo con la satisfacción del trabajo hecho. El ya exentrenador del cuadro azulgrana quiere afrontar nuevos retos lejos del Nuevo Ganzábal y afirmó "no tengo ninguna prisa pero como está claro a los entrenadores nos gusta entrenar".

## Clubes
| Club                | País   | Año       |
| ------------------- | ------ | --------- |
| Selección asturiana | España |           |
| Club Siero          | España | 2006-2008 |
| U. P. Langreo       | España | 2008-2010 |